# Range Pals
Pour plus de détails, voir Fiche technique et Distribution.
Range Pals est un film muet américain réalisé par Francis Boggs et sorti en 1911.

## Fiche technique
- Réalisation : Francis Boggs
- Scénario : Francis Boggs
- Producteur : William Selig
- Société de production : Selig Polyscope Company
- Dates de sortie : 
  -  États-Unis : 20 juin 1911

## Distribution
- Hobart Bosworth : Steve Murdock
- Tom Santschi
- Herbert Rawlinson : Pedro
- Frank Clark : Charles Cheeney
- Frank Richardson : Buck Wells
- Anna Dodge : Mrs Murdock
- Betty Harte : Danny
- Art Acord